# Artemed Kliniken Freiburg
Die Artemed Kliniken Freiburg (AKF) gGmbH, ehemals Regionalverbund kirchlicher Krankenhäuser (RkK) gGmbH, ist ein deutsches Krankenhausunternehmen, unter dessen Dach sich am 1. Januar 2000 mehrere römisch-katholische Krankenhäuser und ein stationäres Hospiz im Südwesten Baden-Württembergs zusammengeschlossen haben. Die beiden dazugehörigen Einrichtungen St. Josefs- und Loretto-Krankenhaus sind akademische Lehrkrankenhäuser der Albert-Ludwigs-Universität Freiburg. Sie gehören seit 2020 zum Klinikverbund der Artemed-Gruppe. Nach der Übernahme erfolgte 2021 die Umbenennung in Artemed Kliniken Freiburg (AKF).
Das Unternehmen in der Rechtsform einer gemeinnützigen GmbH hat seinen Sitz in Freiburg im Breisgau. Es beschäftigte 2018 rund 1.600 Mitarbeiter. 2023 verfügten die Kliniken über 489 Planbetten. Es werden jährlich über 26.000 stationäre und rund 60.000 ambulante Patienten behandelt und ca. 12.000 stationäre Operationen durchgeführt.

## Geschichte des Klinikverbundes
Der Verbund wurde zum Jahresanfang 2000 gegründet. Gesellschafter waren die Ordensgemeinschaft der Barmherzigen Schwestern vom hl. Vinzenz von Paul Freiburg, die Kongregation der Schwestern vom hl. Josef zu Saint Marc (Kloster St. Trudpert in Münstertal/Schwarzwald), die Schwesternschaft St. Elisabeth und die Kongregation der Franziskanerinnen von Erlenbad. Da sich die vier Gesellschafter aufgrund ihrer Alters- und Personalstruktur sowie finanziellen Möglichkeiten auf Dauer aber nicht mehr in der Lage sahen, die Kliniken zu behalten und führen, wurde die Gruppe zum Verkauf gestellt.
Im Jahr 2019 schien mit den Barmherzigen Brüdern Trier (BBT-Gruppe) ein zu den christlichen Werten der bisherigen Gesellschafter passender neuer Eigentümer gefunden. Im ersten Schritt übernahmen die BBT ab August 2019 die Geschäftsbesorgung des RkK. Im Mai 2020 erklärte die BBT-Gruppe jedoch ihren Rückzug vom mittelfristig beabsichtigten Übertrag der Geschäftsanteile, da der erforderliche Investitionsaufwand gegenwärtig und auch in Zukunft ihre Möglichkeiten überstiegen. Auch die interimistische Geschäftsbesorgung endete im Juli 2020.
Seit dem 1. Oktober 2020 gehört das RkK Klinikum zur Artemed Gruppe mit Sitz in Tutzing (Bayern). Das Bundeskartellamt hat der Übernahme zugestimmt. Artemed will die 2.000 Arbeitsplätze erhalten und Investitionen in zweistelliger Millionenhöhe tätigen. Im Juni 2021 teilte Artemed mit, dass im St. Josefskrankenhaus zehn Stellen im Bereich Einkauf und Lagerwirtschaft abgebaut und ausgelagert werden. Verdi kritisierte das Vorgehen.

## Organisation
Der Verbund wirkt sich in Geschäftsbereichen wie Klinikmanagement, Personal (u. a. in mehreren Häusern tätige Chefärzte), Controlling/DRG, IT/EDV, Organisation, Einkauf, Marketing, Catering/Küche und Technik sowie in Kooperationen mit benachbarten Kliniken und niedergelassenen Ärzten (zum Beispiel mit dem Institut für Diagnostische Radiologie IDR in Freiburg) aus.

## Ehemalige Verbund-Krankenhäuser

### St.-Elisabeth-Krankenhaus

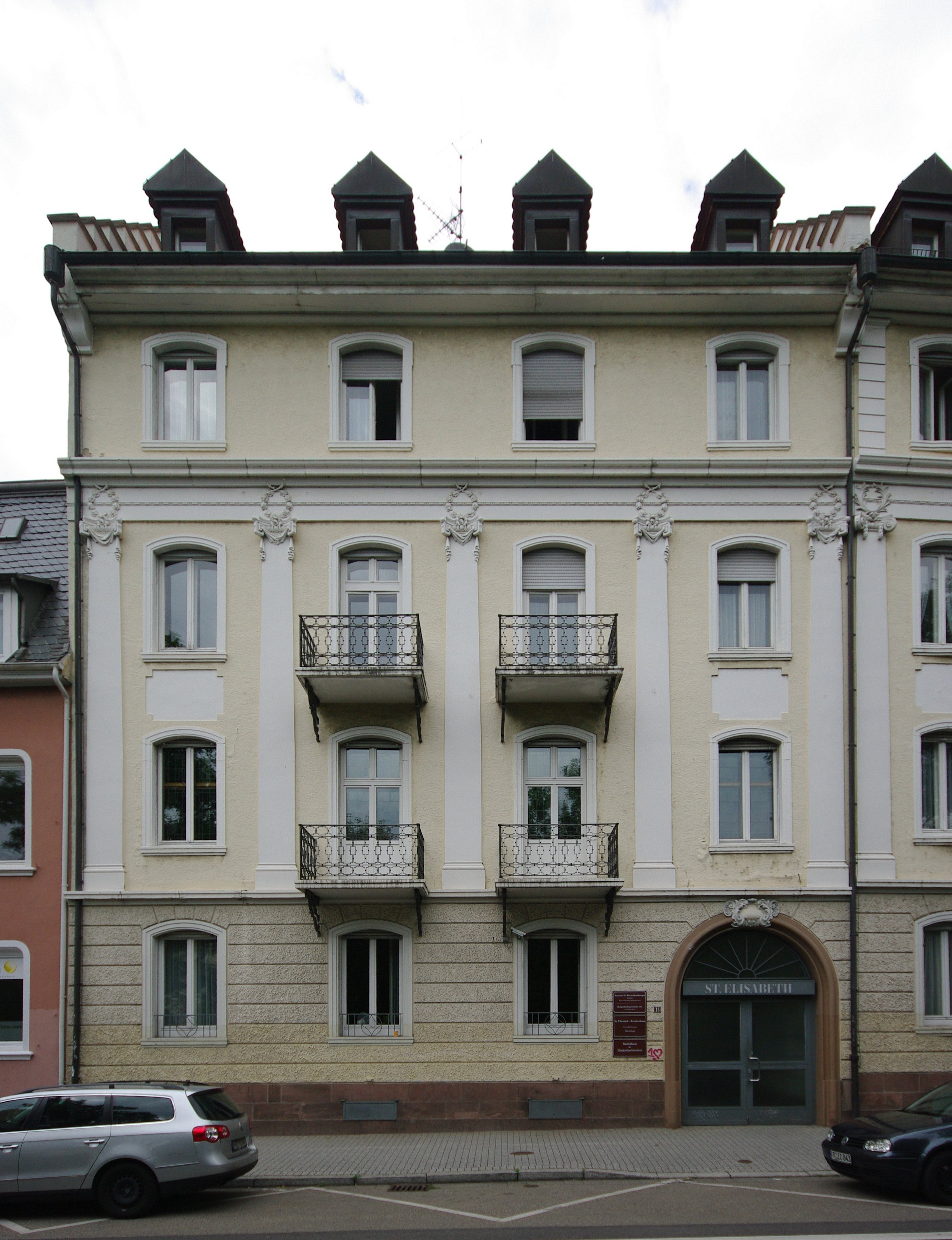
Das ehemalige St.-Elisabeth-Krankenhaus

Das St.-Elisabeth-Krankenhaus in der Freiburger Altstadt war ein Fachkrankenhaus für Gynäkologie und Phlebologie mit 26 Planbetten. Es gehörte von Anfang an zum Verbund, wurde jedoch Ende 2012 geschlossen und in das St. Josefskrankenhaus integriert. Bekannt wurde es vor allem dadurch, dass sich dem Volksmund nach nur Freiburger als Bobbele bezeichnen durften, die dort geboren wurden.
Das St.-Elisabeth-Krankenhaus geht auf die Freiburger Stadträtin Mathilde Otto zurück, die sie im Ersten Weltkrieg vom Caritas-Gründer Lorenz Werthmann die Leitung des Referates Armen- und Familienpflege übertragen bekommen hatte. 1925 hatte sie die Schwesternschaft St. Elisabeth in Freiburg gegründet, die das Haus in der Dreisamstraße 15 als Mutterhaus erwerben konnte. Als 1928 dort ein Stockwerk frei wurde, richtete Stadträtin Otto dort das Wöchnerinnenheim für mittellose Mütter ein, das im Februar 1929 seinen Betrieb aufnehmen konnte und durch niedergelassene Ärzte betreut wurde. Die Schwestern des Mutterhauses sorgten für die Pflege der Patientinnen. Nachdem eine ausgebildete Hebamme in die Schwesterngemeinschaft aufgenommen worden war, wurden noch im selben Jahr zwei Schwestern zu Hebammen ausgebildet.
1931 konnte ein Erweiterungsbau in Betrieb genommen werden. Den Bombenangriff auf Freiburg vom 27. November 1944 überstand das Krankenhaus unbeschadet. 1949 erhielt es die Konzession, eine gynäkologische Abteilung einzurichten und wurde später als Fachkrankenhaus für Gynäkologie und Geburtshilfe anerkannt.
Mit 1600 Geburten pro Jahr lag die Klinik hinter dem Freiburger Universitätsklinikum auf Platz zwei, was die Geburtenrate anging. Die Klinik blieb beim Fortschritt der technischen Entwicklung in der Geburtshilfe zurück und war zudem durch den Rückgang der Geburtenrate (Pillenknick) nicht mehr voll ausgelastet. Daher wurden niedergelassenen Belegärzten der Fachrichtungen Phlebologie und Brustchirurgie Betten zur Verfügung gestellt. Zum 1. Januar 2002 wurde die Geburtshilfe in das St.-Josefskrankenhaus verlegt und das Leistungsangebot verstärkt auf Gynäkologie und Phlebologie ausgerichtet. Zudem wurde das Elisabeth-Krankenhaus Teil des Zentrums für Brusterkrankungen Südbaden.
Die Klinik besaß bei ihrer Schließung Ende 2012 1200 Quadratmeter Nutzfläche und 50 Betten. Sie wurde von 25 Ordensschwestern betreut, die auch weiterhin im Aufsichtsrat des RkK vertreten sein sollten. Bis dahin waren im Krankenhaus fast 60.000 Kinder geboren worden. Die Gynäkologie wurde ins Josefskrankenhaus verlegt, die Phlebologie zog ins Loretto-Krankenhaus. Pläne zur Einrichtung eines ambulanten OP-Zentrums mit Übernachtungsmöglichkeit nach Hotelstandard konnten durch den RkK aus Kostengründen und mangels Parkplätzen nicht umgesetzt werden. Am 6. Dezember 2012 kam in der neuen Entbindungsstation St. Elisabeth im Josefskrankenhaus eine Stunde nach Inbetriebnahme bereits das erste Kind zur Welt. Am gleichen Tag feierte die Caritas den Umzug ihrer Caritas-Akademie in das zweite Stockwerk des ehemaligen St.-Elisabethkrankenhauses.
Die Klinikgebäude in der Dreisamstraße 15, 17 und 19, die von Max und Carl Anton Meckel erbaut wurden, sind heute gemäß §2 des Denkmalschutzgesetzes als Kulturdenkmal geschützt.

### Bruder-Klaus-Krankenhaus

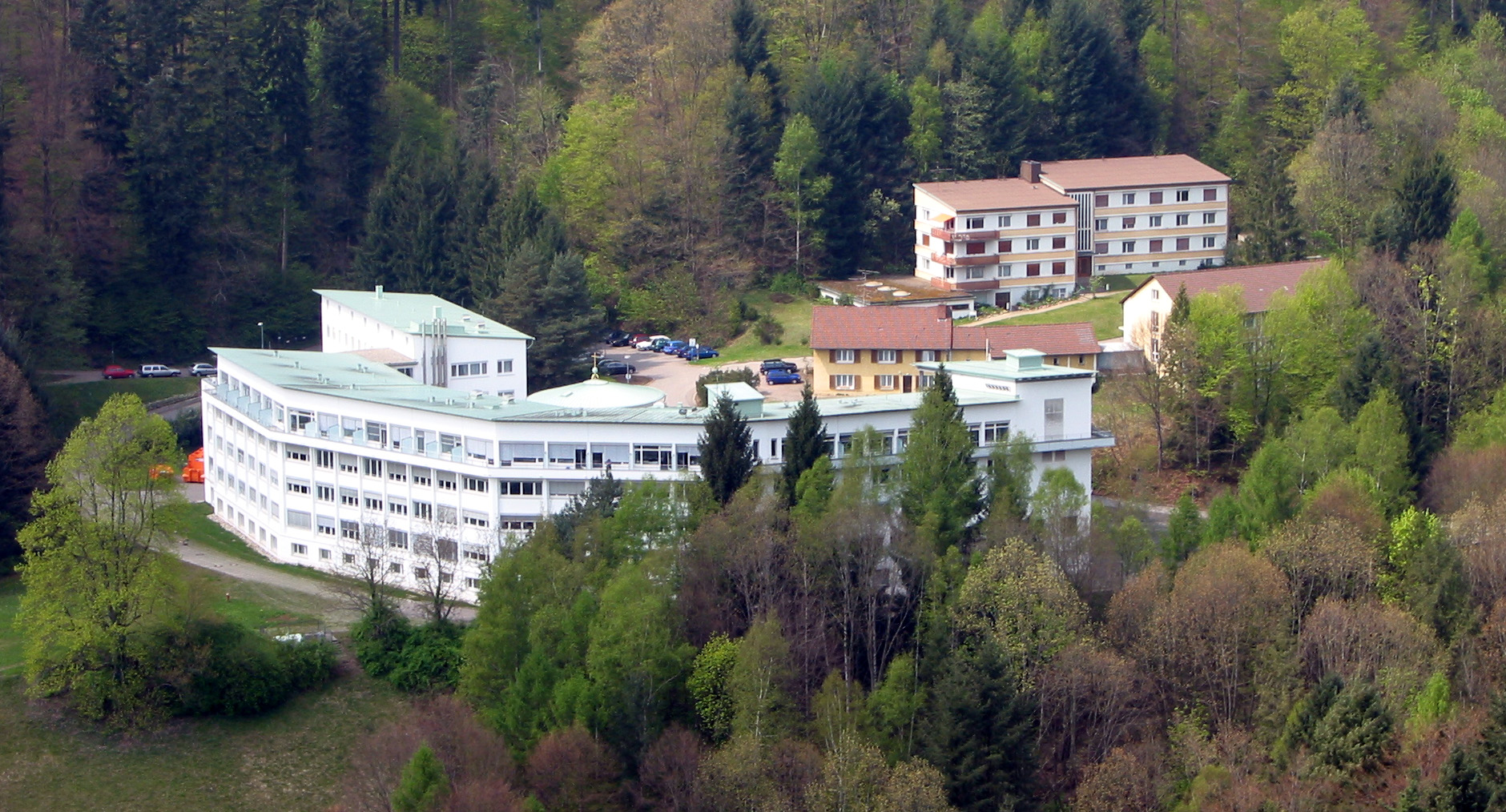
Das ehemalige Bruder-Klaus-Krankenhaus (heute BDH-Klinik Waldkirch)

Das Bruder-Klaus-Krankenhaus in Waldkirch war mit seinen 108 Planbetten die einzige Akutklinik des Verbundes, die sich nicht in Freiburg befindet. Auch sie war ein Krankenhaus der Grundversorgung.
Das Vorgängerkrankenhaus ging auf einen Spitalfonds des Klosters Margarethen zurück, dessen Stiftungsdatum nicht bekannt ist. Das Stift bestand ungefähr ab dem Jahr 918, die Spitalkirche wurde 1178 erstmals erwähnt. 1809 wurde das Armenspital in eine Krankenanstalt umgewandelt. Es gelang Schwestern vom Orden des hl. Vinzenz von Paul anzustellen, von denen die ersten am 3. November 1853 eintrafen. Am 14. September 1874 wurde in der Freiburger Straße der Grundstein zu einem Neubau des mittelalterlichen Spitalgebäudes gelegt, der am 16. Oktober 1876 eingeweiht wurde. 1913 das Gebäude durch ein zweites Obergeschoss erweitert.

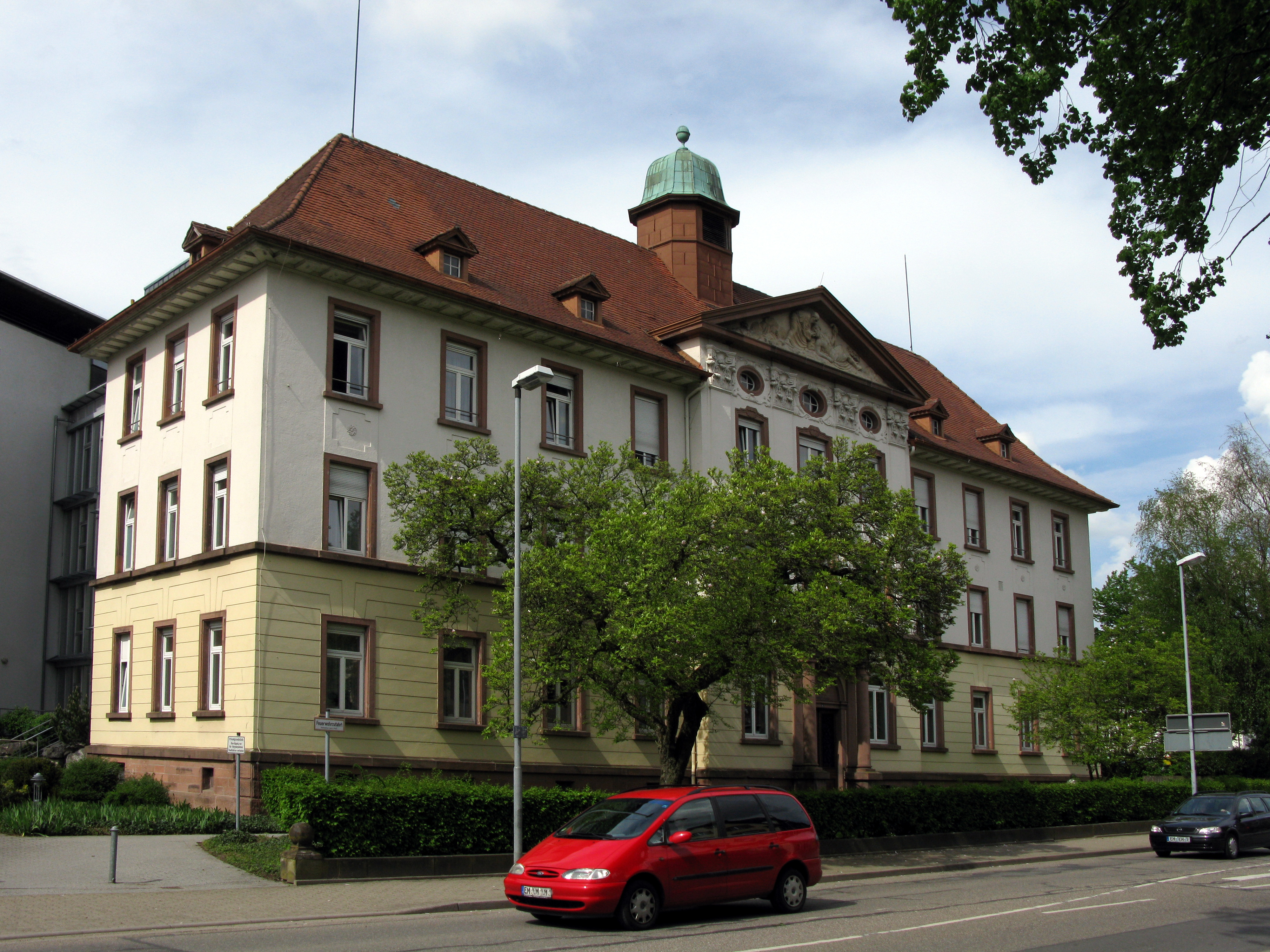
Ehemaliges Waldkircher Krankenhaus, St. Nikolaus-Spital

Im Zuge einer weiteren, ab dem Jahr 1953 geplanten Vergrößerung, wurde beschlossen, das Krankenhaus wegen seiner Lage an der verkehrsreichen Straße und seines baufälligen Zustands nicht weiter zu betreiben. Dafür wurde auf dem Heiterebühl das Bruder-Klaus-Krankenhaus errichtet und im Mai 1956 eingeweiht. Am 31. Mai 1956 wurde St. Nikolaus geschlossen und dient seitdem als Altersheim.
Träger des Bruder-Klaus-Krankenhauses wurde indes die Franziskus GmbH in Freiburg, aus der später die Kongregation der Franziskanerinnen Erlenbad e. V. in Sasbach werden sollte. Neben 175 Betten in den Fachabteilungen Innere Medizin und Chirurgie sowie in einer Belegabteilung Gynäkologie/Geburtshilfe, besaß das Krankenhaus im dritten Obergeschoss ein Sanatorium. In einem benachbarten Erweiterungsbau entstand eine Krankenpflegeschule.
Bis zum Jahr 2001 wurden im Rahmen einer Gesamtsanierung des Gebäudes die Planbetten auf 110 reduziert, die Funktionsbereiche erweitert und im dritten Obergeschoss eine interdisziplinären Wahlleistungsstation eingerichtet. Die 40 Betten des Sanatoriums waren bereits nach 1972 aufgegeben worden, was Platz für die Nutzung durch das Krankenhaus gemacht hatte.
Seit 1. April 2019 gehört das Bruder-Klaus-Krankenhaus als BDH-Klinik Waldkirch zum BDH Bundesverband Rehabilitation.

## Akutkliniken

### St. Josefskrankenhaus

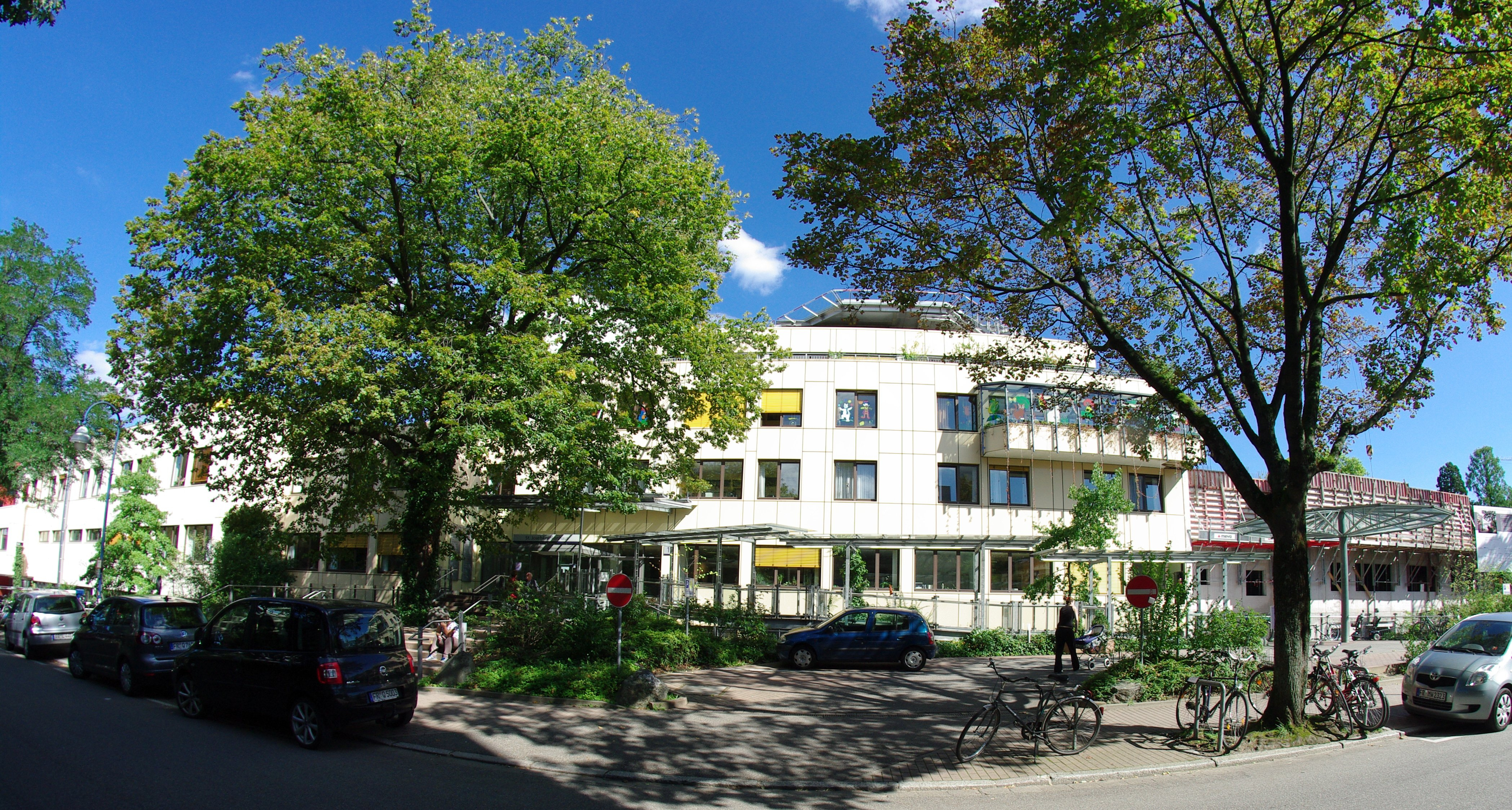
St. Josefskrankenhaus

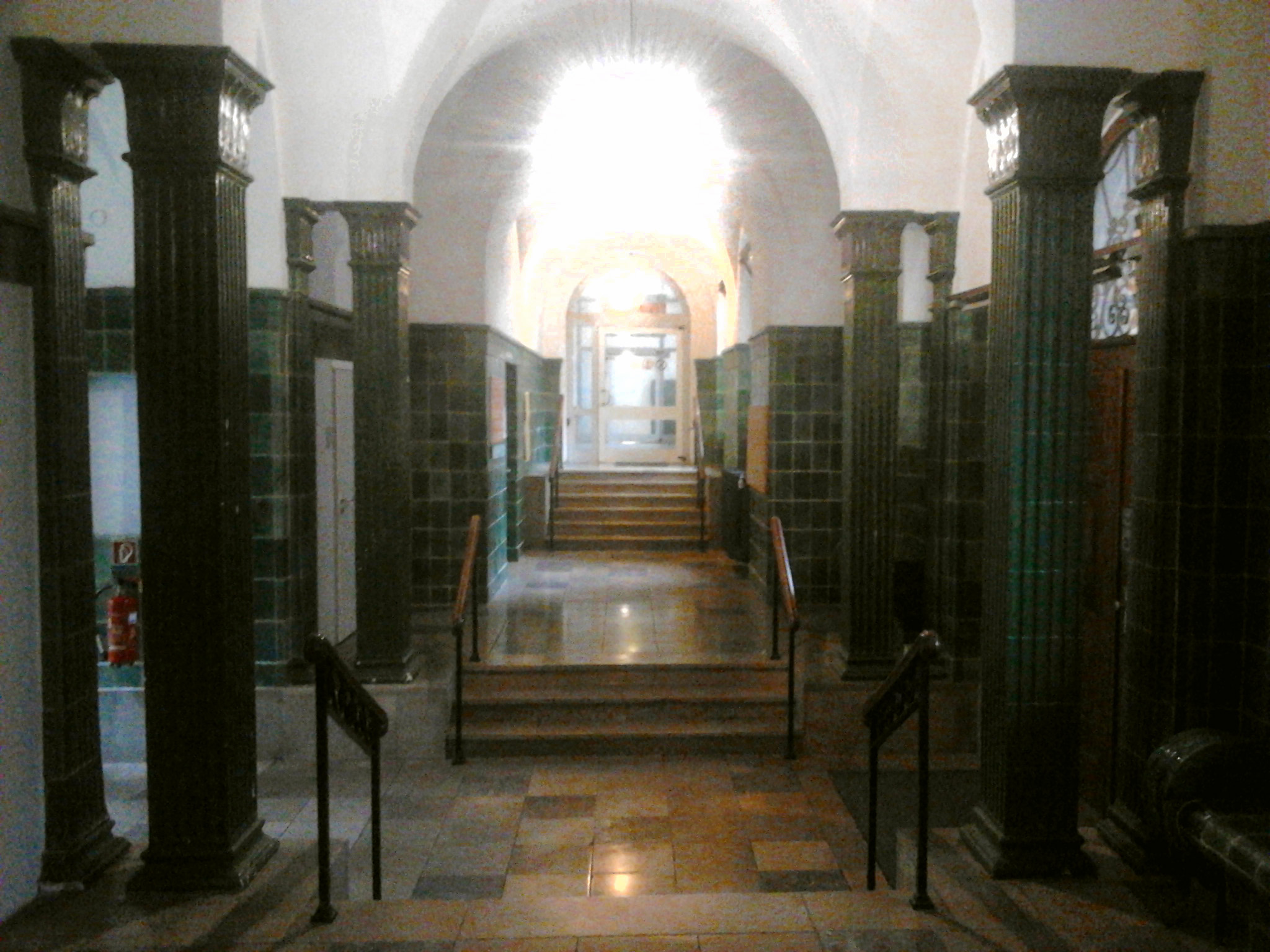
Alte Eingangshalle, vom Bombenangriff unversehrt

Das St. Josefskrankenhaus in Freiburg ist ein Krankenhaus der Regelversorgung mit 282 Planbetten (2013) im Stadtteil Neuburg. Es wird im Volksmund als „Stadtkrankenhaus“ bezeichnet.
Das St. Josefskrankenhaus ist von der Haltestelle Tennenbacherstraße der Straßenbahnlinie 3 fußläufig erreichbar. Die Station Hermann-Herder-Straße des Fahrradverleihsystems Frelo befindet sich gegenüber des Gebäudes.
Geschichte
Am 13. März 1845 wurden auf Einladung des Erzbischofs Hermann von Vicari Schwestern der Genossenschaft der Töchter der christlichen Liebe vom heiligen Vinzenz von Paul im Großherzogtum Baden beauftragt, Menschen in der klinischen Krankenpflege zu versorgen; dies war damit die erste pflegende Kongregation in Baden. Am 27. Dezember 1846 kamen die ersten sechs Schwestern aus Straßburg nach Freiburg. Da die vom Großherzogtum genehmigten Statuten den Bau eines eigenen Mutterhauses verlangten, wurde ein Grundstück in der Nähe des damals in der Albertstraße ansässigen Universitätsspitals erworben. Das dort errichtete Haus konnte im Mai 1853 bezogen werden. Dies ermöglichte die Einrichtung eines eigenen Noviziats, zuvor hatten die Postulantinnen hierfür nach Straßburg gehen müssen.
Zum 1. Januar 1872 richtete der Chirurg und Hochschullehrer Albert Schinzinger in den unteren Räumen des Mutterhauses eine chirurgische Privatklinik ein. Ein weiterer Teil des Hauses wurden von Ärzten anderer medizinischer Fachrichtungen genutzt. Wegen erhöhten Raumbedarfs (in der Starkenstraße war bereits eine Tochterniederlassung, St. Josef, angemietet worden), des Wandels des Krankenhauswesens und des Ziels, Ordensschwestern in der Krankenpflege besser ausbilden zu können, entschloss sich die Kongregation, auf dem Gelände des Mutterhauses ein eigenes Krankenhaus zu errichten. Die Bauarbeiten begannen 1884 und konnten mit der Eröffnung im Februar 1886 erfolgreich beendet werden. Bereits 1880/81 war die Mutterhauskirche (damals St. Josef) errichtet worden.
Das Krankenhaus bestand aus einer chirurgischen Privatklinik sowie einer Klinik für Gynäkologie und Geburtshilfe unter der Leitung von Alfred Hegar. Ein Erweiterungsbau aus den Jahren 1912 und 1913 nach Plänen des Architekten Hugo Geis ermöglichte eine ergänzende Abteilung für innere Medizin, einen Operationssaal, eine Röntgeneinrichtung und Ambulanzen. Der Krankenpflegekurs wurde zur Krankenpflegeschule, die 1920 staatlich anerkannt wurde. Zudem wurden die Ordensschwestern teilweise in den Freiburger Universitätskliniken ausgebildet.
Im Ersten Weltkrieg wurde das Krankenhaus als Lazarett genutzt. 1919 kam eine Augenabteilung hinzu, 1939 folgte eine HNO-Belegabteilung. Im Zweiten Weltkrieg konnte die Zivilbevölkerung im Krankenhaus versorgt werden, ehe es beim Bombenangriff vom 27. November 1944 zu großen Teilen zerstört wurde. Der Arzt Küpferle, zwei Patientinnen und eine Ordensschwester im Mutterhaus starben während des Angriffs. Ungefähr 20 Betten wurden als Bettenstation in die Mez-Villa in der Karlsstraße 34 ausgelagert.
Das zerstörte Josefskrankenhaus (lediglich der grün geflieste Eingang hatte den Angriff überstanden) wurde bis 1949 (Westflügel) und 1951 (Ostflügel) wiederaufgebaut, Mutterhaus und neue Mutterhauskirche folgten bis 1957. Das vom Orden 1903 erbaute St.-Carolushaus war 1961 wieder errichtet worden, wurde später aber ebenfalls abgerissen und durch einen Neubau auf der anderen Seite der Habsburgerstraße ersetzt. Die bestehenden 101 Betten wurden 1955 durch den Ergänzungsneubau Gartentrakt um 60 weitere erhöht.
1978 wurden ein Funktionstrakt angegliedert und Umbaumaßnahmen im Bestand vorgenommen. Das Ergebnis dieser Maßnahmen waren vier neue Operationssäle, moderne Sanitärbereiche, eine neue Intensivstation mit sieben sowie eine Pflegestation mit 24 Betten. 1980 übernahmen die Vinzentinerinnen die Trägerschaft über das Kinderkrankenhaus St. Hedwig. Das St. Josefskrankenhaus wurde bis Ende 1988 um 69 Betten erweitert, von denen 48 der Pädiatrie zugerechnet wurden, deren angeschlossene Neugeborenenstation acht Betten umfasste. Es entstand eine Liegendanfahrt mit Notfallaufnahme, eine Cafeteria im Dachgeschoss, ein Refektorium für die Ordensschwestern und eine Tiefgarage mit 109 Plätzen. Die Marienapotheke, deren Wurzeln in das Jahr 1875 zurück reichen, wurde integriert.
1996 wurde ein Linksherzkathetermessplatz in der inneren Abteilung eingerichtet sowie das ehemalige Lehrlingsheim des Herder-Verlags für den Umbau in assoziierte Praxen angemietet. 1997 besaß das Krankenhaus 282 Betten. 1999 begannen die Gespräche zur Gründung der bis 2020 bestehenden Krankenhausgesellschaft. Im Jahre 2012 wurde ein weiterer Ergänzungsneubau fertiggestellt, in den am 1. Januar 2013 die Gynäkologische Abteilung des St.-Elisabethkrankenhauses als Belegabteilung einzog.
Am St. Josefskrankenhaus sind seit 2017 zwei Notarzteinsatzfahrzeuge des Deutschen Roten Kreuzes Freiburg stationiert. Der Ärztliche Leiter Rettungsdienst für Freiburg stammt ebenfalls vom St. Josefskrankenhaus.
In den Jahren 2023–2025 zogen unter anderem die Fachbereiche Gastroenterologie, Gefäßchirurgie sowie Thoraxchirurgie ein und erweitern das Spektrum im St. Josefskrankenhaus.

### Loretto-Krankenhaus

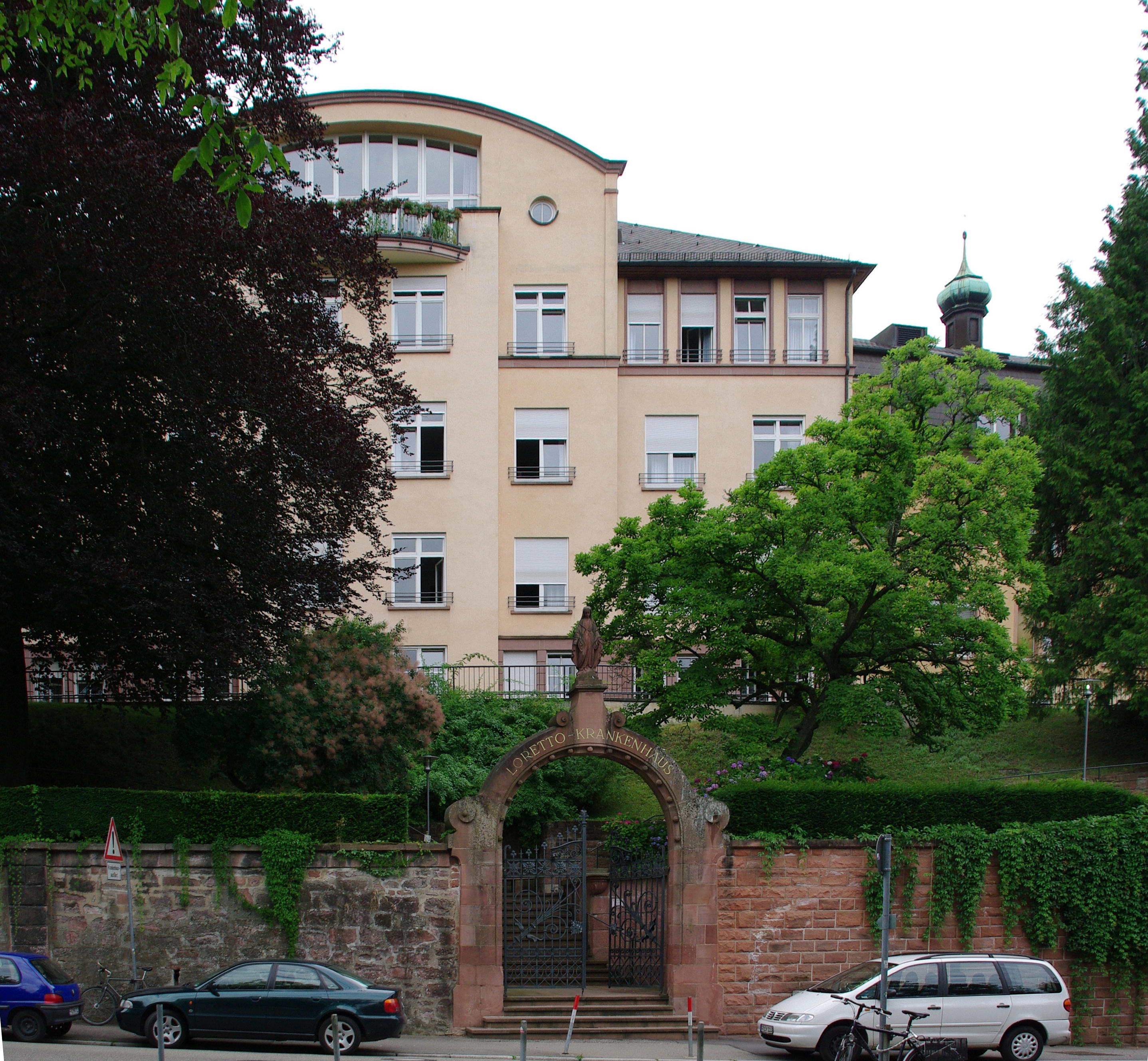
Loretto-Krankenhaus

Auch beim Loretto-Krankenhaus handelt es sich um ein Krankenhaus der Regelversorgung in Freiburg im Breisgau. Es besaß 2010 207 Planbetten und 2021 arbeiteten für das Krankenhaus etwa 630 Menschen, davon waren 320 Vollzeitkräfte. Seinen Namen hat es vom Lorettoberg im Freiburger Stadtteil Wiehre, an dessen Ostseite es sich befindet.
Das Loretto-Krankenhaus ist von den Haltestellen Weddigenstraße und Reiterstraße der Straßenbahnlinie 3 und von der Haltestelle Lorettostraße der Straßenbahnlinie 2 fußläufig erreichbar. Die Station Lorettobad des Fahrradverleihsystems Frelo befindet sich gegenüber des Gebäudes.
Geschichte
Ähnlich wie beim St. Josefskrankenhaus, war auch das Loretto-Krankenhaus zunächst ein kleines Belegkrankenhaus, dessen 35 Betten durch niedergelassene Freiburger Ärzte für ihre Privatpatienten genutzt wurde. Gegründet wurde es im Mai 1921 durch die Kongregation der Schwestern vom Hl. Josef aus dem Kloster St. Trudpert im Münstertal. Das Krankenhaus gab ihnen die Gelegenheit zur Ausbildung ihrer Nachwuchskräfte in einer eigenen Krankenpflegeschule. Zu Spitzenzeiten waren 90 Ordensschwestern im Einsatz, die oft einen 16-stündigen Arbeitstag hatten. 2021 arbeiteten noch 17 dort, davon drei in der Pflege.
Von 1926 bis 1929 wurde die Bettenkapazität auf 90 erhöht. Zudem wurden selbstständige Fachabteilungen eingerichtet: Neben den Abteilungen für Innere Medizin und Chirurgie wurde eine Gynäkologie eingerichtet, die zeitweise von Chefarzt Paul Diepgen geleitet wurde. Während der Zeit des Zweiten Weltkriegs wurde das angrenzende Verbindungshaus der Studentenverbindung KDStV Hercynia Freiburg im Breisgau als Lazarett mitbenutzt. Mitte der 1950er Jahre erwarb das Kloster St. Trudpert die Villa Tannenhof in der Mercystraße 6, in der ab 1917 fast zwanzig Jahre Prinz Johann Georg von Sachsen und Prinzessin Maria Immaculata von Sachsen gelebt hatten. Heute befinden sich die hier Geschäftsleitung, die Verwaltung, die Pflegedienstleitung und die Krankenpflegeschule. Die nächste Erweiterung des Krankenhauses wurde 1960 durchgeführt, sodass das Krankenhaus über 230 Betten verfügte. Weitere Baumaßnahmen in den Jahren 1982 und 1996 führten zur Einrichtung der Fachabteilungen Urologie und Orthopädischer Chirurgie sowie der Belegabteilung Hals-Nasen-Ohrenheilkunde.
Im Mai 2011 wurde ein weiterer Neubau eingeweiht, bei dem es sich um ein zusätzliches Stockwerk auf dem Flachdach des bestehenden OP-Traktes handelt. Durch den Neubau für fast 12 Mio. Euro, der bei laufendem Klinikbetrieb durchgeführt wurde, entstanden vier neue Operationssäle und weitere Nebenräume.
2021 äußerte Artemed-Konzerngeschäftsführer Benjamin Behar, dass man die zwei überregional bekannten Schwerpunktabteilungen Orthopädie und Urologie „[…] konsequent hinsichtlich Personal und technischer Infrastruktur ausbauen und noch weiter spezialisieren“ wird. Die urologische Abteilung erhielt im September 2021 einen Da-Vinci-Operationsroboter zur minimalinvasiven Behandlung von Prostatakrebs.
Am 13. Juni 2022 konnte der erste Bauabschnitt der geplanten Großsanierung von insgesamt sechs Stationen fertiggestellt und eingeweiht werden. Knapp zwei Jahre darauf folgte der zweite Bauabschnitt. Die derzeitige Bettenkapazität beträgt 206 Betten.

## Hospiz

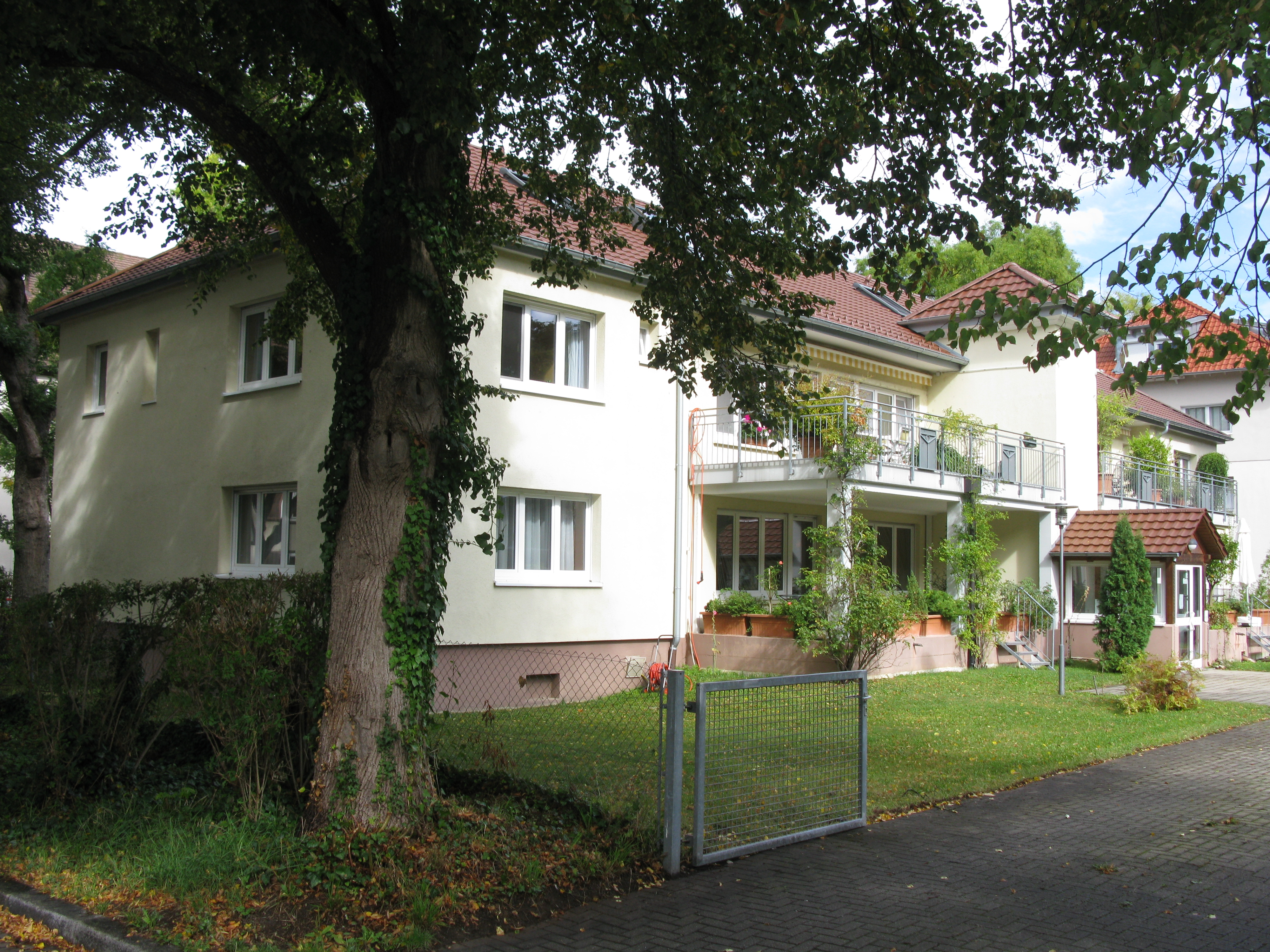
Hospiz Karl-Josef

Zum Verbund zählt auch das im Jahr 2001 gemeinsam mit der Familie Leibinger gegründete stationäre Hospiz Karl-Josef in der Freiburger Türkenlouisstraße 22, ⊙, für das der RkK die Geschäftsbesorgung übernommen hat.
Geschichte
Das Gebäude entstand nach dem Zweiten Weltkrieg vom Bund als Unterkunft für die Soldaten der französischen Garnison und deren Angehörige; nach Abzug der französischen Truppen wurde es vom Bundesvermögensamt verwaltet. Die AIDS-Hilfe Freiburg e. V. baute das Haus mit finanzieller Unterstützung durch das Deutsche Hilfswerk zum AIDS-Hospiz Haus Regenbogen Anfang der 1990er-Jahre um. Da aufgrund neuer Medikamente AIDS immer seltener zum Tode führte, war der Betrieb nach etwa fünf Jahren nicht mehr rentabel und wurde eingestellt. Zur selben Zeit wurde vergeblich versucht, ein allgemeines stationäres Hospiz für die Region zu realisieren, doch es fehlte an Investitionsmitteln und einem Träger. So fanden sich Karl Leibinger, nach der Veräußerung seines medizintechnischen Unternehmens, und Helmut Schillinger, der damalige Geschäftsführer des Regionalverbunds kirchlicher Krankenhäuser, zusammen. Mit Unterstützung des RkK-Aufsichtsratsvorsitzenden Superior Waldraff gründeten sie am 5. Dezember 2000 eine gemeinnützige GmbH und kauften das Haus Regenbogen. Der neue Name des Hauses setzt sich aus dem Vornamen von Karl Leibinger und dem des Josef von Nazaret, dem Schutzpatron der Sterbenden, zusammen.

## Kontroversen
Artemed steht in der Kritik, Union Busting zu betreiben. So wurde einer Ärztin, die maßgeblich an der Organisation eines Warnstreiks zur Einführung eines Tarifvertrages beteiligt war, fristlos gekündigt. Die Ärztegewerkschaft Marburger Bund sprach von einer „offensichtlich unbegründeten Kündigung“. Artemed bestreitet, dass die Kündigung im Zusammenhang mit dem Warnstreik erfolgt sei.